# Bureå distrikt
Bureå distrikt är ett distrikt i Skellefteå kommun och Västerbottens län. Distriktet ligger omkring Bureå i östra Västerbotten.

## Tidigare administrativ tillhörighet
Distriktet inrättades 2016 och utgörs av en del av området som Skellefteå stad omfattade till 1971, delen som före 1967 utgjorde Bureå socken.
Området motsvarar den omfattning Bureå församling hade 1999/2000.

## Tätorter och småorter
I Bureå distrikt finns två tätorter och fem småorter.

### Tätorter
- Bureå
- Örviken (del av)

### Småorter
- Hjoggbölefors
- Gamla Falmark
- Sjöbotten
- Västra Hjoggböle
- Östra Falmark